# Miguel Hernández Díaz
Migue Hernández Díaz, más conocido como Miguel Hernández, San Andrés Larráinzar, Chiapas, México, es un filósofo maya, doctor en filosofía y docente. Su trayectoria se centra en la divulgación y defensa del pensamiento filosófico de los pueblos originarios en América Latina que lo ha llevado a estudiar a los pueblos  Maya, Náhuatl y Quechua-aymara, la lengua tzotzil y la epistemología Indígena.

## Biografía
Miguel Hernández es doctor en Filosofía por la Universidad Nacional Autónoma de México donde realizó la investigación: El concepto de hombre y el ser absoluto en las culturas maya, náhuatl y quechua-aymara, dirigida por Luis Villoro Toranzo donde planteó temas como la nueva epistemología de las culturas maya, náhuatl y quechua-aymara; el análisis de la existencia del hombre y el Ser más allá de estas civilizaciones, el contacto humano con la naturaleza y los bienes que obtienen de ello, así como las similitudes y diferencias entre pueblos de la civilización antigua. 
Es docente en la Licenciatura y  Posgrado en Estudios Latinoamericanos de la Facultad de Filosofía y Letras de la UNAM, así como en la Escuela Nacional de Antropología e Historia.
Para este pensador existe un gran desconocimiento de la existencia de la filosofía de los pueblos originarios y sus sabios como: moletik (mayas), tlamatinime (nahuas) y amautas (quechua) y dioses como Itzamná, Quetzalcóatl, Virachocha y Coatlicue. Asimismo, menciona que plantear estos problemas, provoca exclusiones y obstáculos por el desconocimiento y la discriminación hacia los pueblos, por lo que señala que el término, indio o indígena, que surgió por error de Cristóbal Colón, ejemplifica esta situación. Para el filósofo maya, los pueblos no son indios, sino naciones maya, nahua, zapoteca, purhépecha, rarámuri, cakchiquel, guaraní, mapuche, quechua, aymara, etcétera.

Al respecto señala:
Resulta muy necesario reflexionar sobre el pensamiento filosófico de los pueblos originarios en América Latina, pues éstos han sido excluidos por la tradición filosófica occidental. Puede considerarse que las culturas primigenias están “inmaculadas” en esta materia. En muchas investigaciones, los pueblos originarios han sido considerados ínfimos en sus seres ontológicos, sus culturas son sobajadas, sus vestidos folklorizados y sus actividades cotidianas prejuiciadas. Algunos intelectuales reducen a estos pueblos al nivel de mitos, cuentos, refranes y artesanías, y al considerarlos con atributos negativos propician discriminación, marginación y exclusión.

## Obras
Entre sus obras resaltan:
- El pensamiento filosófico latinoamericano, del Caribe y "latino" (1300-2000), obra publicada en el Proyecto de Etnografía de las Regiones Indígenas de México del Instituto Nacional de Antropología e Historia (INAH).

- La filosofía Maya y Los mayas de Chiapas y su devenir para mejorar su vida cultural.

## Premios y reconocimientos
(2014) Miembro de la Asociación Filosófica de México.